# Jordan Pickford
Jordan Lee Pickford (* 7. březen 1994 Sunderland) je anglický profesionální fotbalový brankář, který chytá za anglický celek Everton FC a za anglický národní tým. Byl brankářem anglické reprezentace na MS 2018 v Rusku.

## Klubová kariéra

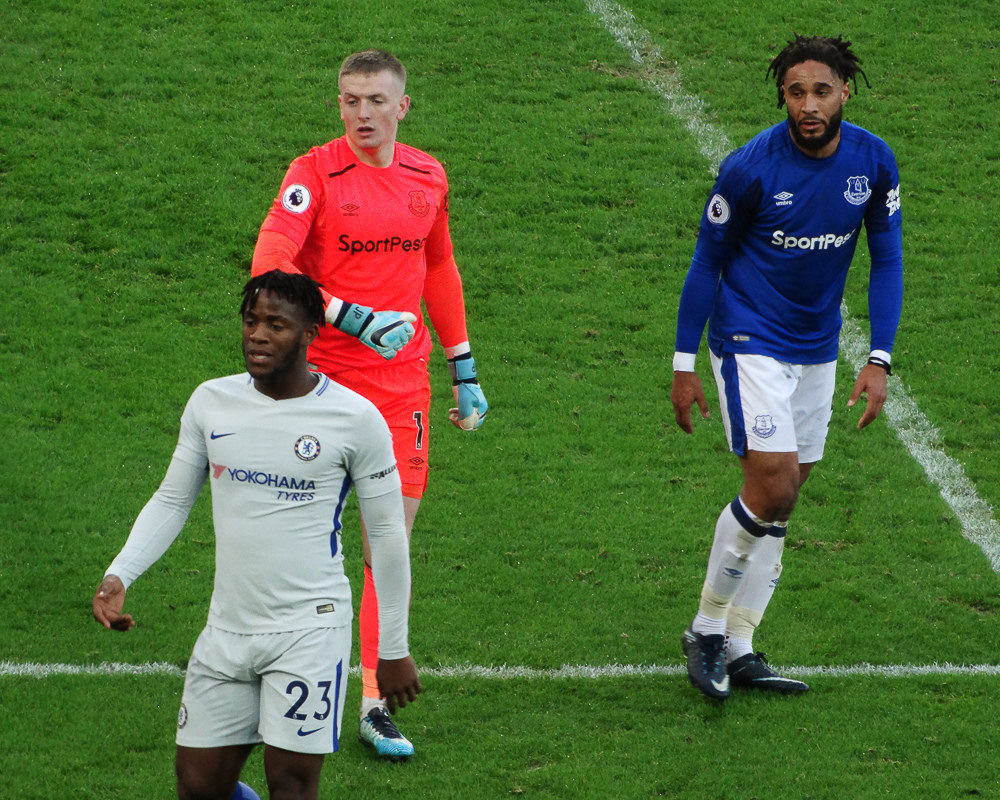
Pickford (v oranžovém) v utkání proti Chelsea (2017)

Pickford začal s fotbalem v akademii klubu Sunderland AFC. Mezi roky 2012 až 2016 putoval po hostováních v nižších ligách, avšak v sezóně 2015/16 za Sunderland odchytal první zápas, a to v lednu 2016. Sunderland v zápase poháru podlehl 1:3 Arsenalu. V ročníku 2016/17 se prosadil a odchytal 29 zápasů v Premier League. Ačkoliv Sunderland obsadil poslední 20. příčku a sestoupil, Pickforda odkoupil prvoligový Everton. Everton odkupem 23letého brankáře učinil třetí nejdražší přestup gólmana do té doby (dražší byli Buffon a Ederson) a nejdražší přestup britského gólmana.
V první sezóně za svůj nový klub nastoupil do všech ligových utkání a v 10 utkáních udržel čisté konto. I pro sezónu 2018/19 byl jedničkou mezi tyčemi Evertonu.
Po konci sezóny 2019/20 Premier League byl Pickford jedním z hráčů, kteří na hřišti nechyběli ani minutu napříč všemi 38 zápasy.

## Úspěchy
Anglie
- Mistrovství světa
  - 4. místo (2018)
- Mistrovství Evropy
  - 2. místo (2020)
  - 2. místo (2024)